# Achille Bonito Oliva
Achille Bonito Oliva (Caggiano, 4 novembre 1939) è un critico d'arte italiano.
È considerato il fondatore della Transavanguardia.

## Biografia
Dopo aver conseguito la maturità classica nel 1961, si laurea in giurisprudenza all'Università degli Studi di Napoli "Federico II". Successivamente si iscrive alla facoltà di Lettere e matura la sua iniziale vocazione: la poesia. Partecipa, tra l'altro, alle ricerche del Gruppo 63 con i suoi primi libri di poesia: Made in Mater del 1967 e Fiction Poems del 1968. Nel 1970 organizza a Roma la mostra Vitalità del negativo, nella quale ospita artisti noti nell'ambito dell'arte povera come Jannis Kounellis e Michelangelo Pistoletto. Sarà proprio tale mostra a dar vita ad un profondo confronto tra tali artisti con il passato dell'arte e della cultura italiana.
Nel 1980 scrive l'opera La Transavanguardia italiana fondando la Transavanguardia, omonimo movimento artistico. La sua idea del critico d'arte è innovativa: propone un "modello creativo" della critica. Il critico non è più sostenitore di una sola poetica e mediatore tra artista e pubblico, ma deve agire come un "cacciatore". Nel 1981, per la rivista Frigidaire, si fa fotografare nudo su un divano a fiori, cosa che ripete nel 1989 e nel 2011, a significare che «il critico deve porsi nudo di fronte all’arte, spogliato di ogni abito ideologico, di ogni pre/giudizio». Questo fatto verrà poi citato da Giorgio Gaber nello spettacolo Anni affollati sempre del 1981.
Dal 1968 vive a Roma, dove inizia la sua attività di critico d'arte e insegna Storia dell'arte contemporanea alla facoltà di Architettura dell'Università La Sapienza. 
Nel 1993 è il curatore della Biennale di Venezia. Nel 2008 firma l'appello al voto per la Sinistra l'Arcobaleno.
Nel 2014 conduce Fuori quadro su Rai 3.

## Opere

### Saggi artistici
- Made in mater, Bologna, Sampietro, 1967.
- Il territorio magico. Comportamenti alternativi dell'arte, Firenze, Centro Di, 1971.
- Saggio critico introduttivo a Bruno Corà (a cura di), Salvatore Meo. Mostra antologica. Assemblages e disegni (1945-1971). Dal 3 al 30 aprile 1971, Roma, Galleria Ciak, 1971.
- Arte e sistema dell'arte. Opera, pubblico, critica, mercato, Pescara, Galleria Lucrezia De Domizio, 1975.
- Disegno. Trasparenza, Pollenza, La nuovo foglio, 1976.
- L'ideologia del traditore. Arte, maniera, manierismo, Milano, Feltrinelli, 1976; Milano, Electa, 1998. ISBN 88-435-6545-1.
- Vita di Marcel Duchamp, Roma, Marani, 1976.
- Europe/America. The different avant-gardes, Milano, Deco press, 1976.
- Autocritico automobile attraverso le avanguardie, Milano, Il Formichiere, 1977.
- Passo dello strabismo. Sulle arti, Milano, Feltrinelli, 1978.
- Arcimboldo, Parma, Franco Maria Ricci, 1978.
- Autonomia e creatività della critica (a cura di), Cosenza, Lerici, 1980.
- La Transavanguardia italiana, Milano, Politi, 1980.
- Il sogno dell'arte. Tra avanguardia e transavanguardia, Milano, Spirali, 1981.
- Paul Klee. L'annunciazione del segno. Disegni e acquarelli (a cura di), Milano, G. Mazzotta, 1982. ISBN 88-202-0482-7.
- La Transavanguardia Internazionale, Milano, Politi, 1982.
- Manuale di volo. [Dal mito greco all'arte moderna, dalle avanguardie storiche alla transavanguardia], Milano, Feltrinelli, 1982.
- Avanguardia/Transavanguardia (a cura di), Milano, Electa, 1982.
- Dialoghi d'artista. Incontri con l'arte contemporanea 1970-1984, Milano, Electa, 1984.
- Minori Maniere. Dal Cinquecento alla Transavanguardia, Milano, Feltrinelli, 1985.
- Desideretur. Artisti italiani giovanissimi nel Palazzo della Ragione. Bergamo, settembre-ottobre 1985 (a cura di), Roma, Spazio Skema, 1985.
- Progetto dolce. Nuove forme dell'arte italiana, Milano, Nuova Prearo, 1986.
- Antipatia. L'arte contemporanea, Milano, Feltrinelli, 1987. ISBN 88-07-10077-0.
- Superarte, Milano, Politi, 1988. ISBN 88-7816-023-7.
- Il tallone di Achille. Sull'arte contemporanea, Milano, Feltrinelli, 1988. ISBN 88-07-10098-3.
- Arte Lago 90, opere d’arte per la superficie acquatica, S. Gorreri, F. Gualdoni, G. Panza di Biumo, Lativa, 1990.
- L'arte fino al 2000, Firenze, Sansoni, 1991. ISBN 88-383-0834-9.
- Artae, Milano, Prearo, 1991.
- Wolf Vostell, L'Arte e lo Stile Della Conflittualità. Wolf Vostell Dipinti 1954-1991. Palazzo delle Esposizioni, Edizioni Carte Segrete, Roma, 1992, ISBN 88-85203-53-1.
- Conversation pieces, Torino, Allemandi, 1993. ISBN 88-422-0405-6.
- La dimora dei corpi gravi. Tributo a Masaccio, Milano, Charta, 1994. ISBN 88-86158-96-3.
- Lezioni di anatomia. Il corpo dell'arte, Roma, Kappa, 1995. ISBN 88-7890-176-8.
- Oggetti di turno. Dall'arte alla critica, Venezia, Marsilio, 1997. ISBN 88-317-6659-7.
- A.B.O.: M.D., Milano, Costa & Nolan, 1997. ISBN 88-7648-294-6.
- Gratis. A bordo dell'arte, Milano, Skira, 2000. ISBN 88-8118-765-5.
- Fathi Hassan, Contenitori di sogni, exhibition catalogue, Centro Arti Visive “Pescheria”, Pesaro Edizioni Charta, Milano, 2000. ISBN 8881582848
- Fathi Hassan, con Luigi Meneghelli Edizioni Charta, Milano, 2000.
- L'arte oltre il 2000, Firenze, Sansoni, 2002. ISBN 88-383-1892-1.
- Autocritico automobile. Attraverso le avanguardie. Remake per le nuove generazioni, Latina, Cooper & Castelvecchi, 2002. ISBN 88-7394-004-8.
- La transavanguardia italiana. Sandro Chia, Francesco Clemente, Enzo Cucchi, Nicola De Maria, Mimmo Paladino (a cura di), Roma, Drago Arts & Communication, 2003.
- I fuochi dello sguardo. Musei che reclamano attenzione, Roma, Gangemi, 2004. ISBN 88-492-0691-7.
- Lezione di boxe. Dieci round sull'arte contemporanea, con CD, Roma, Sossella, 2004. ISBN 88-87995-62-1.

### Cataloghi di mostre d'arte
- Vitalita del negativo nell'arte italiana 1960-1970. Roma, Palazzo delle esposizioni, novembre 1970-gennaio 1971, Firenze, Centro Di, 1970.
- Renato Mambor, Milano, Galleria Breton, 1971.
- Persona (a cura di), Firenze, Centro Di, 1971.
- Isgrò: Kissinger, Milano, Galleria Blu, 1974.
- Narrative art 2. David Askevold, Didier Bay, Bill Beckley, Christian Boltanski, Cion Carpi, Robert Cumming, Roger Cutforth, John C. Fernie, Jochen Gerz, Peter Hutchinson, Jean Le Gac, Franco Vaccari, Roger Welch (a cura di), con Filiberto Menna, Roma, Cannaviello studio d'arte, 1975.
- Retrospektive Wolf Vostell 1958–1974. Gewalttätigkeit als objet trouvé. Neue Nationalgalerie Berlin, Berlin, 1974.
- Drawing-transparence. Cannaviello studio d'arte, Piazza de' Massimi, Roma, Pollenza, La nuova foglio, 1976.
- Disegno finito. Enzo Cucchi, Roma, Giuliana De Crescenzo, 1978.
- Opere fatte ad arte. Sandro Chia, Francesco Clemente, Enzo Cucchi, Nicola De Maria, Mimmo Paladino. Acireale, Palazzo di Città, 4 novembre-15 dicembre 1979 (a cura di), Firenze, Centro Di, 1979.
- Le stanze. Castello Colonna, Genazzano, 30 novembre 1979-29 febbraio 1980, Firenze, Centro Di, 1979.
- Genius loci. Acireale, Palazzo di Città, 15 novembre-31 dicembre 1980, Firenze, Centro Di, 1980.
- Da Monet a Picasso. Cento capolavori della Galleria nazionale di Praga (a cura di), con Jiri Kotalik, Firenze, Salani, 1981.
- Luoghi del silenzio imparziale. Labirinto contemporaneo, Milano, Feltrinelli, 1981.
- Mostra d'arte. Acireale, Palazzo di Città, 15 novembre-31 dicembre 1981, Firenze, Centro Di, 1981. ISBN 88-7038-039-4.
- Officine & ateliers. Produzione artistica, scuola, committenza pubblica, III, Achille Bonito Oliva presenta gli artisti Patrizia Cantalupo, Marco Del Re, Andrea Nelli - i critici Laura Cherubini, Antonio D'Avossa, Barbara Tosi. Casa del Mantegna, 27 febbraio-27 marzo 1983, Mantova, Provincia, Assessorato pubblica istruzione e attività culturali, 1983.
- Artisti italiani contemporanei, 1950-1983, Milano, Electa, 1983.
- Giancarlo Gorsenio, Milano, Studio Ennesse, 1983.
- La Scuola di Atene. Il sistema dell'arte (a cura di), Firenze, Centro Di, 1983.
- Ateliers: Bianchi, Ceccobelli, Dessi, Gallo, Nunzio, Pizzi Cannella, Tirelli (a cura di), Roma, Carte segrete, 1984.
- 1985. Nuove trame dell'arte. [Genazzano, 21 giugno-31 ottobre 1985], Milano, Electa, 1985.
- Accardi. Il campo del togliere (a cura di), Milano, Mazzotta, 1986. ISBN 88-202-0729-X.
- Barclay, Cantalupo, Mirri, Schlinkert. Marzo-aprile 1986, Milano, Diarte srl Galleria Bergamini, 1986.
- Giovanni Frangi. Aprile-maggio 1986, Milano, Galleria Bergamini, 1986.
- Aurora occidentale, Roma, Galleria Pio Monti, 1986.
- Erratici percorsi (a cura di), Milano, Mazzotta, 1986. ISBN 88-202-0730-3.
- Prampolini. Opere dal 1913 al 1956. Enrico Prampolini (1894-1956), Bologna, Galleria Marescalchi, 1986.
- Ritrattare. Alighiero e Boetti, Enzo Cucchi, Radu Dragomirescu, Felice Lavini, Mario Merz, Paolo Mussat Sartor, Luigi Ontani, Giulio Paolini, Torino, Eva Menzio-The gallery, 1986.
- Terrae motus 2. Jean Michel Alberola, Christian Boltanski, David Bowes.... Villa Campolieto, Ercolano, dal 7 marzo al 31 maggio 1986 (a cura di), con Michele Bonuomo, Napoli, Amelio, 1986.
- Alfonso Leto. Eremo di Quisquina, 30 agosto-20 settembre 1987, con Fulvio Abbate, Santo Stefano Quisquina-Agrigento, Comune-Assessorato ai beni culturali e ambientali-Provincia regionale, 1987.
- Emilio Isgrò: opere recenti, Modena, Galleria Fonte d'Abisso, 1987.
- L'immaginario belga. Villa Medici, 1987, Roma, Carte Segrete, 1987.
- Tommaso Lisanti. 3 luglio 1987, Roma, Pio Monti, 1987.
- Mario Schifano. 25 luglio 1987, Milano, Nuova Prearo, 1987.
- Giuseppe Pulvirenti, stampi (a cura di), Milano, Charta, 2000. ISBN 88-8158-273-2
- Roberto G. Salvadori. - "Evasioni Geometriche", Arezzo, 2001
- Maria Mulas. - metamorfosi, Studio Guastalla arte moderna e contemporanea, 2003

## Mostre
Ha curato mostre tematiche e interdisciplinari sia in Italia sia all'estero, tra cui:
- 1970 - "Vitalità del negativo nell'arte italiana"
- 1971 - Partecipazione italiana alla "VII Biennale di Parigi"
- 1973 - "La delicata scacchiera, Marcel Duchamp 1902-1968"
- 1973 - "Contemporanea (arte)"
- 1980 - "Aperto '80"
- 1982 - "Avanguardia transavanguardia 68-77"
- 1985 - "XIII Biennale di Parigi"
- 1991 - "De Europa", Salerniana, Erice
- 1992 - "Paolo Uccello - Battaglie nell'arte del XX secolo", Salerniana, Erice
- 1993 - "Grande delubro, l'arte", Salerniana, Erice
- 1994 - "La dimora dei corpi gravi: tributo a Masaccio", Salerniana, Erice
- 1995 - "Nutrimenti dell'arte", Salerniana, Erice
- 1998 - "Biennale di Dakar"
- 1993 - Curatore generale della XLV edizione della Biennale di Venezia: "Punti cardinali dell'Arte"[5]
- 2005 - "il bianco e altro e comunque arte", Palazzo Cavour, Torino
- 2005 - "intramoenia extra art - arte contemporanea nei castelli di Puglia", Castel del Monte, Andria
- 2008 - "Eurasia", Mart, Rovereto
- 2009 - Grande mostra antologica di Renato Mambor dall'infinito Castel Sant'Elmo Napoli
- 2009 - "intramoenia extra art - arte contemporanea nei castelli di Puglia" (Castello di Barletta)[6]
- 2011 - "Arte a responsabilità illimitata" - Collettiva conclusiva della seconda edizione del Premio Lum per l'arte contemporanea, Bari, Teatro Margherita
- 2015 - "Gillo Dorfles. Essere nel tempo", MACRO, Roma

## Filmografia
- Lo splendore della verità, regia di Alessandra Riccardi Infascelli – documentario (2018)

Filmografia su Achille Bonito Oliva
- ABOrismi, ritratti e autoritratto, regia di Nunzio Massimo Nifosì – documentario (2022)[7]

## Premi
Tra i premi e riconoscimenti ricevuti ricordiamo:
- 1982 - Premio della Critica Flash Art International.
- 1985 - Premio di Giornalismo Internazionale Certosa di Padula.
- 1986 - I Premio Internazionale Tevere.
- 1988 - Premio Bussotti Opera Ballet.
- 1991 - Premio Internazionale per la Critica Valentino d'Oro.
- 1992 - Cavalierato per l'ordine delle arti e lettere della Repubblica Francese.
- 1995 - Premio Europa Festival di Locarno.
- 1995 - Premio Oasi d'Oro del Festival Multimediale di Pantelleria.
- 1996 - Premio Festival di Giffoni Valle Piana.
- 1997 - Premio ''Pino Pascali'' per la Critica d'Arte di Polignano a Mare.
- 1999 - Benemerenza de "La rosa d'oro" - Provincia di Salerno da parte del "Garden club Salerno ONLUS".
- 2000 - Premio Fregene per la Saggistica e la Critica d'Arte.